# Myrioneuron faberi
Myrioneuron faberi là một loài thực vật có hoa trong họ Thiến thảo. Loài này được Hemsl. ex F.B.Forbes & Hemsl. mô tả khoa học đầu tiên năm 1888.